# Jadranko Prlić

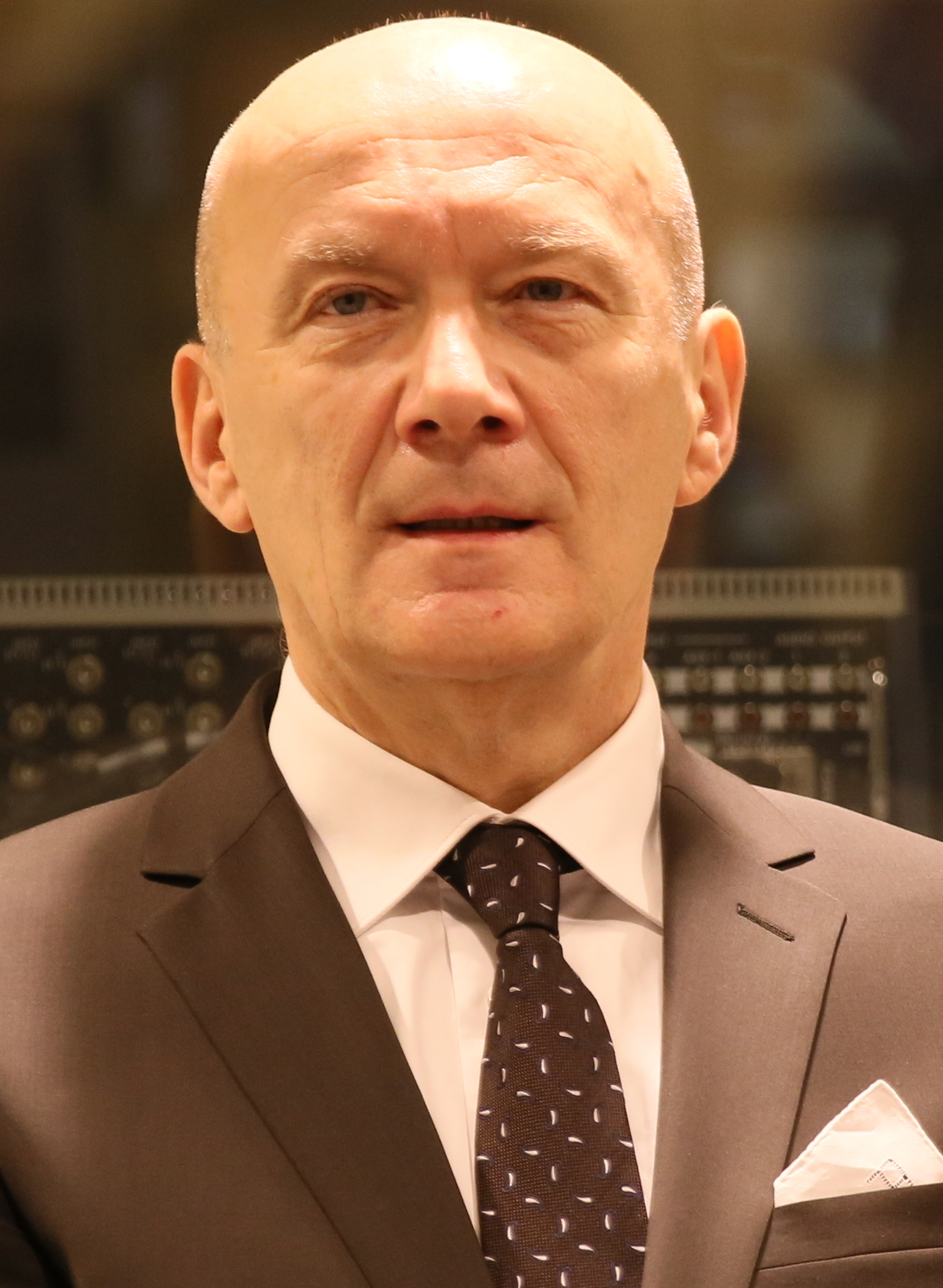
Jadranko Prlić (2017)

Jadranko Prlić (jâdraːŋko př̩ːlit͡ɕ; * 10. Juni 1959 in Đakovo, heute Kroatien) ist ein ehemaliger bosnisch-herzegowinischer Politiker. Während des Bosnienkriegs (1992–1995) war Prlić von 1993 bis 1994 Premierminister der Kroatischen Republik Herceg-Bosna. Zum Kriegsende war er von 1994 bis 1996 Verteidigungsminister der Föderation Bosnien und Herzegowina und von 1996 bis 2001 der erste Außenminister von Bosnien und Herzegowina. Im Mai 2013 wurde er vom Internationalen Strafgerichtshof für das ehemalige Jugoslawien (ICTY) wegen Kriegsverbrechen während des Kroatisch-bosniakischen Krieges an Bosniaken zu einer 25-jährigen Freiheitsstrafe verurteilt. Die ICTY-Berufungskammer bestätigte am 29. November 2017 fast alle Verurteilungen gegen Prlić und seine Mitangeklagten sowie deren ursprüngliche Haftdauer.

## Leben
Prlić wurde im sozialistischen Jugoslawien geboren und trat um 1975 dem Bund der Kommunisten Jugoslawiens bei. Er promovierte 1987 an der Fakultät für Wirtschaftswissenschaften in Sarajevo und absolvierte alle Professuren, bevor er ordentlicher Professor wurde. Im Jahr 1988 wurde er Bürgermeister von Mostar und 1989 Vizepräsident des staatlichen Exekutivrates von Bosnien und Herzegowina. Nach den Wahlen von 1990 war er amtierender Präsident der Regierung von Bosnien und Herzegowina. Anfang März 1992 reiste er in die Vereinigten Staaten, um den US-amerikanischen Ansatz zur Marktwirtschaft zu studieren. Nach seiner Rückkehr nach Mostar und dem Beginn des Bosnienkriegs wurde die Stadt belagert und Prlić trat dem kroatischen Verteidigungsrat (HVO) bei um aktiv am Bosnienkrieg teilzunehmen.

### Verurteilung
Der Internationale Strafgerichtshof für das ehemalige Jugoslawien beschuldigte Prlić, dass er als Politiker fast die vollständige Macht und Kontrolle über die Regierung der Kroatischen Republik Herceg-Bosna hatte. Daher hatte er als führender Angehöriger des HVO die Macht, militärische zivile Kommandeure zu suspendieren, die an Verbrechen gegen die Menschlichkeit teilgenommen hatten. Zudem hatte er die Macht, die Internierungslager der HVO zu schließen.
Die Anklagepunkte waren:
- neun Fälle von schwerwiegenden Verstößen gegen die Genfer Konventionen (vorsätzliches Töten, unmenschliche Behandlung (sexuelle Übergriffe), rechtswidrige Deportation von Zivilisten, rechtswidrige Überstellung von Zivilisten, rechtswidrige Inhaftierung von Zivilisten, unmenschliche Behandlung (Haftbedingungen), unmenschliche Behandlung, mutwillige Zerstörung von Eigentum, das nicht durch militärische Notwendigkeit gerechtfertigt war, mutwilliges Aneignen von Eigentum, welches nicht durch militärische Notwendigkeit gerechtfertigt war),
- neun Fälle von Verstößen gegen die Gesetze oder Gepflogenheiten des Krieges (grausame Behandlung (Haftbedingungen), rechtswidrige Arbeit, mutwillige Zerstörung von Städten oder Dörfern, die nicht durch militärische Notwendigkeit gerechtfertigt war, Zerstörung oder vorsätzlicher Schaden an Institutionen der Religion oder der Bildung, Plünderung von öffentlichem oder privatem Eigentum, rechtswidriger Angriff auf Zivilisten, rechtswidrige Verursachung von Terror gegen Zivilisten, grausame Behandlung),
- acht Fälle von Verbrechen gegen die Menschlichkeit: Verfolgung aus politischen, rassischen und religiösen Gründen, Mord, Vergewaltigung, Deportation, unmenschliche Handlungen (Zwangsumsiedlung), Inhaftierung, unmenschliche Handlungen (Haftbedingungen).

Am 29. Mai 2013 verurteilte der ICTY in einem erstinstanzlichen Urteil Prlić zu 25 Jahren Freiheitsstrafe. Das Tribunal verurteilte in diesem Prozess außerdem den ehemaligen Verteidigungsminister der Kroatischen Republik Herzeg-Bosna Bruno Stojić (20 Jahre), die Militäroffiziere Slobodan Praljak (20 Jahre) und Milivoj Petković (20 Jahre), den Militärpolizeikommandant Valentin Ćorić (16 Jahre) und den Leiter der Gefangenenaustausch- und Hafteinrichtungen Berislav Pušić (10 Jahre). Das Gericht kam zu dem Schluss, dass die begangenen Verbrechen „in den meisten Fällen“ nicht die zufälligen Handlungen einiger weniger widerspenstiger Soldaten waren. Im Gegenteil waren diese Verbrechen das Ergebnis eines Plans, dessen Ziel es war, die muslimische Bevölkerung aus Bosnien und Herzegowina zu beseitigen. Die ICTY-Berufungskammer bestätigte am 29. November 2017 fast alle Verurteilungen gegen Prlić und seine Mitangeklagten sowie deren Haftdauer.

## Werke
- Prilozi za povijest Hrvatske republike Herceg Bosne. Band 1–3. Hrvatski dokumentacijski centar Domovinskog rata i BiH, 2017, ISBN 978-9958-0-3813-6 (kroatisch).